# Walina
Walina (nazwa skrótowa Val, V) – organiczny związek chemiczny, aminokwas egzogenny, kodowany przez kodony GUU, GUC, GUA oraz GUG.
Jest aminokwasem niepolarnym o alifatycznym, rozgałęzionym łańcuchu bocznym -CH-(CH3)2.